# Jardines Thurston
Los Jardines Thurston (en inglés: Thurston Gardens) es el nombre que reciben los jardines botánicos de Fiyi. Solían ser conocidos como el Jardín Botánico de Suva pero su nombre fue cambiado en honor del quinto Gobernador de Fiyi, Sir John Bates Thurston, quien fue gobernador entre febrero de 1888 a marzo de 1897. Thurston Gardens está situado en el centro de Suva, entre el parque Albert  y la Casa de Gobierno.
Los Jardines Thurston se construyeron en el sitio de la ciudad original de Suva que se quemó en 1843 en una de los conflictos más sangrientos de la historia de Fiyi. Muchos de los habitantes fueron asesinados y "comidos" por la gente de Rewa. En 1879, Sir John Thurston invitó y le pidió a John Horne (un botánico),  Director de Bosques y Jardines Botánicos en Mauricio que visitara e hiciera recomendaciones para un Jardín Botánico. Los jardines fueron nombrados originalmente Jardín Botánico de Suba, pero se cambió el nombre en 1976 en memoria de Sir John Thurston. En 1913 los jardines se reorganizaron y los desagües fueron colocados bajo tierra. También se plantaron las avenidas de 101 palmas reales y 39 helechos arborescentes. El stand de la Torre del Reloj se construyó en 1918 en memoria del primer alcalde de Suva. El Museo de Fiyi, ahora ocupa el edificio que fue construido en los terrenos del Jardín Botánico en 1955.